# 鹿児島県道305号養母長里線
鹿児島県道305号養母長里線（かごしまけんどう305ごう ようぼながさとせん）は、鹿児島県日置市を通る一般県道である。

## 概要
日置市東市来町養母と同市東市来町長里を結ぶ。

### 路線データ
- 起点：鹿児島県日置市東市来町養母（鹿児島県道309号山田湯之元停車場線交点）
- 終点：鹿児島県日置市東市来町長里（東市来支所入口交差点、国道3号交点）
- 距離：6.7 km

## 路線状況
旧道は道幅が狭いため東市来駅前交差点から新道が建設されている。

### 重複区間
- 鹿児島県道304号仙名伊集院線（日置市東市来町養母）

## 地理

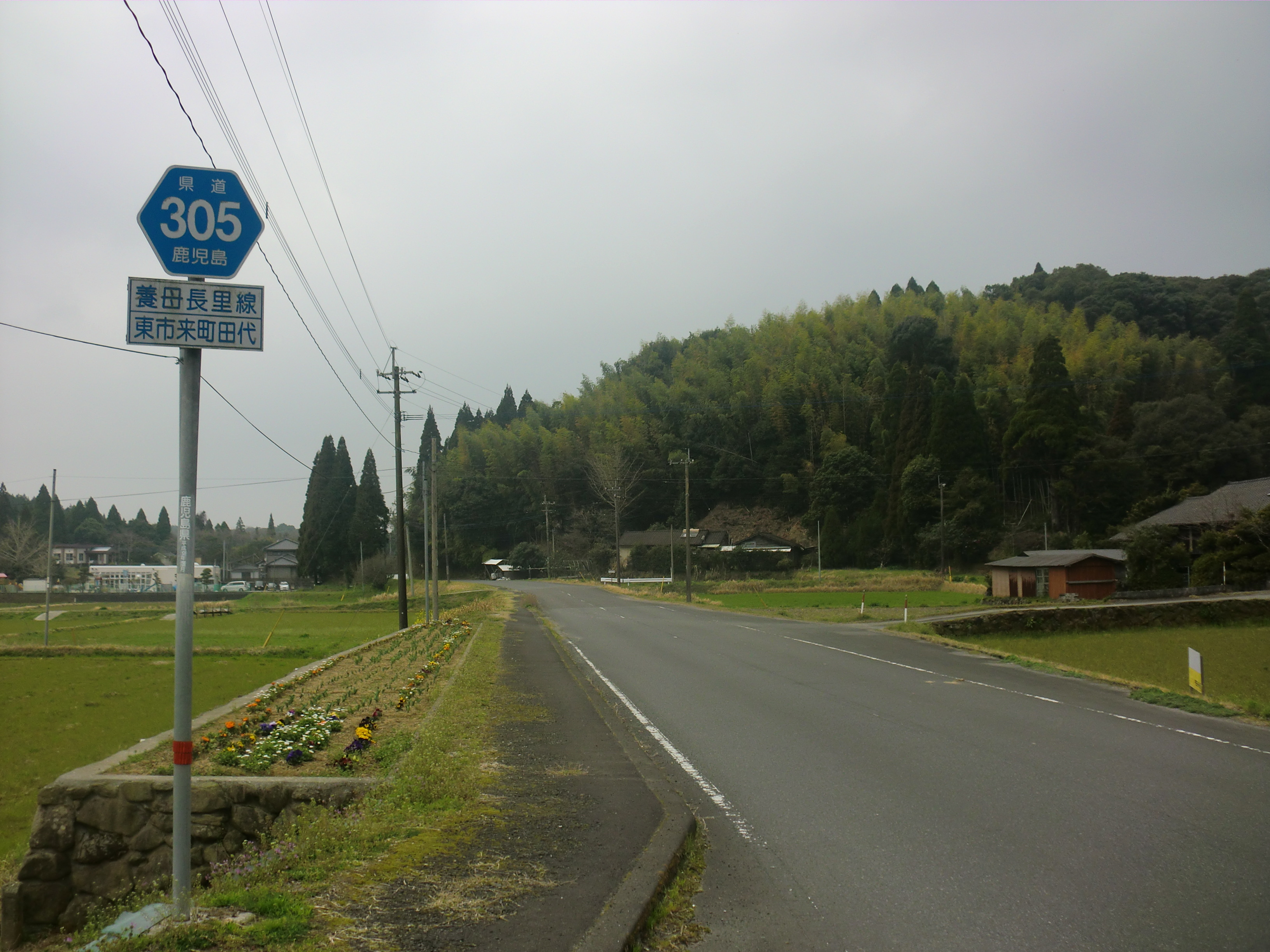
日置市東市来町田代地区

### 通過する自治体
- 日置市

### 交差する道路
| 交差する道路                             | 交差する場所 | 交差する場所                |
| ---------------------------------------- | ------------ | --------------------------- |
| 鹿児島県道309号山田湯之元停車場線        | 東市来町養母 | 起点                        |
| 鹿児島県道304号仙名伊集院線 重複区間起点 | 東市来町養母 |                             |
| 鹿児島県道304号仙名伊集院線 重複区間終点 | 東市来町養母 |                             |
| 国道3号                                  | 東市来町長里 | 東市来支所入口交差点 / 終点 |

### 交差する鉄道
- 九州新幹線

### 沿線
- JR九州鹿児島本線 東市来駅
- 日置市立鶴丸小学校
- 日置市役所東市来支所